# Radzionków
Radzionków este un oraș în Polonia.